# Bull's Head Tavern

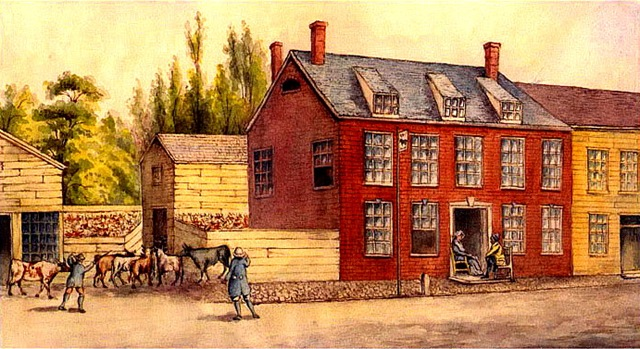
Un dibujo de la Bull's Head Tavern en la calle Bowery en Manhattan, Nueva York, durante la Guerra de Independencia en 1783

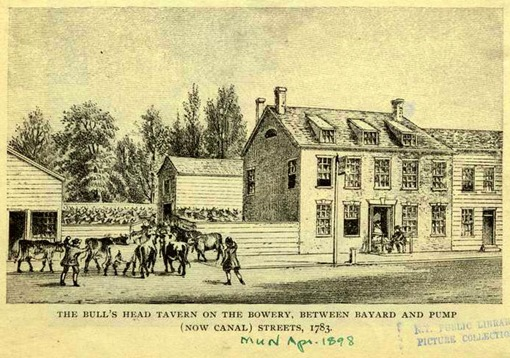
Una ilustración del dibujo anterior de la Bull's Head Tavern

La Bull's Head Tavern fue un establecimiento ubicado en el Bowery, una calle en Manhattan, Nueva York.

## Historia
La taberna abrió alrededor de 1750. Inciialmente se usaba como un centro de reclutamiento de lealistas peleando por los Británicos en la Guerra de Independencia. También fue famoso por ser el lugar donde George Washington estableció sus cuarteles temporales en noviembre de 1783. La taberna fue luego propiedad del carnicero local Henry Astor, el patriarca de la notable familia Astor.
En 1813, la taberna se reubicó más al norte en la Tercera Avenida y la calle 23 Este donde funcionó hasta los años 1830. Una taberna moderna con el mismo nombre operó en esa ubicación entre 1996 y abril del 2015. utilizando el mismo logo de una cabeza de toro que el establecimiento original.